# لارنكا
لارنكا أو لرنقة (باليونانية: Λάρνακα، باللغة التركية: Larnaka) هي مدينة في جمهورية قبرص تقع على الشاطئ الجنوبي لجزيرة قبرص. ويقع فيها المطار الرئيسي في قبرص مطار لارنكا الدولي. يبلغ تعدادها السكاني حوالي 72000 نسمة ومساحتها حيث تعتبر ثاني أكبر ميناء في جزيرة قبرص، بالإضافة لكونها شاطئ سياحي مميز .

## أصل التسمية
قد تكون المدينة أخذت اسمها من العدد الكبير من ناووس (لارناكس) التي وجدت في المدينة. عام 2012، قال عالم الآثار سوفوكليس هاجيسافاس الذي يعمل لصالح الحكومة بأن قنصل المدينة الأمريكي (في الربع الأخير من القرن التاسع عشر) ادعى أنه استكشف أكثر من 3000 قبر في منطقة لارنكا بعد العثور على عدد هائل من التوابيت في المدينة .

## الجغرافيا

### تضاريس
تمتلئ بحيرة لارنكا المالحة بالماء خلال فصل الشتاء وتَرِد إليها أسراب من طيور البشروس التي تبقى من نوفمبر حتى نهاية مارس. لكنها تجف في الصيف. قديماً، نتج عن هذا الجفاف كميات جيدة من الملح التي أمكن كشطها عن السطح الجاف. لكن هذا الملح غير صالح للاستهلاك.

### المناخ
يوصف مناخ المنطقة حسب تصنيف كوبن للمناخ بأنه مناخ متوسطي، وغالباً ما يشار له بـ «البحر المتوسط» ويختصر Csa
| البيانات المناخية لـ{{{location}}}      | البيانات المناخية لـ{{{location}}} | البيانات المناخية لـ{{{location}}} | البيانات المناخية لـ{{{location}}} | البيانات المناخية لـ{{{location}}} | البيانات المناخية لـ{{{location}}} | البيانات المناخية لـ{{{location}}} | البيانات المناخية لـ{{{location}}} | البيانات المناخية لـ{{{location}}} | البيانات المناخية لـ{{{location}}} | البيانات المناخية لـ{{{location}}} | البيانات المناخية لـ{{{location}}} | البيانات المناخية لـ{{{location}}} | البيانات المناخية لـ{{{location}}} |
| الشهر                                   | يناير                              | فبراير                             | مارس                               | أبريل                              | مايو                               | يونيو                              | يوليو                              | أغسطس                              | سبتمبر                             | أكتوبر                             | نوفمبر                             | ديسمبر                             | المعدل السنوي                      |
| --------------------------------------- | ---------------------------------- | ---------------------------------- | ---------------------------------- | ---------------------------------- | ---------------------------------- | ---------------------------------- | ---------------------------------- | ---------------------------------- | ---------------------------------- | ---------------------------------- | ---------------------------------- | ---------------------------------- | ---------------------------------- |
| متوسط درجة الحرارة الكبرى °م (°ف)       | 16.8 (62.2)                        | 16.8 (62.2)                        | 19.1 (66.4)                        | 22.5 (72.5)                        | 26.5 (79.7)                        | 30.3 (86.5)                        | 32.4 (90.3)                        | 32.7 (90.9)                        | 30.9 (87.6)                        | 28.1 (82.6)                        | 22.6 (72.7)                        | 18.3 (64.9)                        | 24.7 (76.5)                        |
| المتوسط اليومي °م (°ف)                  | 12.1 (53.8)                        | 11.8 (53.2)                        | 13.9 (57.0)                        | 17.1 (62.8)                        | 21.2 (70.2)                        | 25.0 (77.0)                        | 27.3 (81.1)                        | 27.6 (81.7)                        | 25.4 (77.7)                        | 22.6 (72.7)                        | 17.5 (63.5)                        | 13.7 (56.7)                        | 19.6 (67.3)                        |
| متوسط درجة الحرارة الصغرى °م (°ف)       | 7.5 (45.5)                         | 6.9 (44.4)                         | 8.7 (47.7)                         | 11.7 (53.1)                        | 16.0 (60.8)                        | 19.8 (67.6)                        | 22.2 (72.0)                        | 22.6 (72.7)                        | 19.9 (67.8)                        | 17.1 (62.8)                        | 12.5 (54.5)                        | 9.2 (48.6)                         | 14.5 (58.1)                        |
| الهطول مم (إنش)                         | 77.6 (3.06)                        | 40.9 (1.61)                        | 34.4 (1.35)                        | 17.7 (0.70)                        | 8.80 (0.35)                        | 2.70 (0.11)                        | 0.60 (0.02)                        | 0.40 (0.02)                        | 7.10 (0.28)                        | 13.8 (0.54)                        | 53.1 (2.09)                        | 94.5 (3.72)                        | 351.5 (13.84)                      |
| متوسط أيام هطول الأمطار (≥ 1 mm)        | 7.9                                | 5.7                                | 4.5                                | 3.1                                | 0.7                                | 0.3                                | 0.1                                | 0.1                                | 0.5                                | 2.1                                | 4.7                                | 8.0                                | 37.6                               |
| ساعات سطوع الشمس الشهرية                | 195.3                              | 208.8                              | 238.7                              | 267.0                              | 331.7                              | 378.0                              | 387.5                              | 365.8                              | 312.0                              | 275.9                              | 216.0                              | 179.8                              | 3٬356٫5                            |
| المصدر: Meteorological Service (Cyprus) |                                    |                                    |                                    |                                    |                                    |                                    |                                    |                                    |                                    |                                    |                                    |                                    |                                    |

### موقع

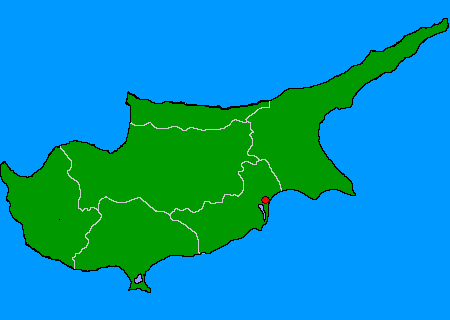
موقع مدينة لارنكا في قبرص.

## تاريخ

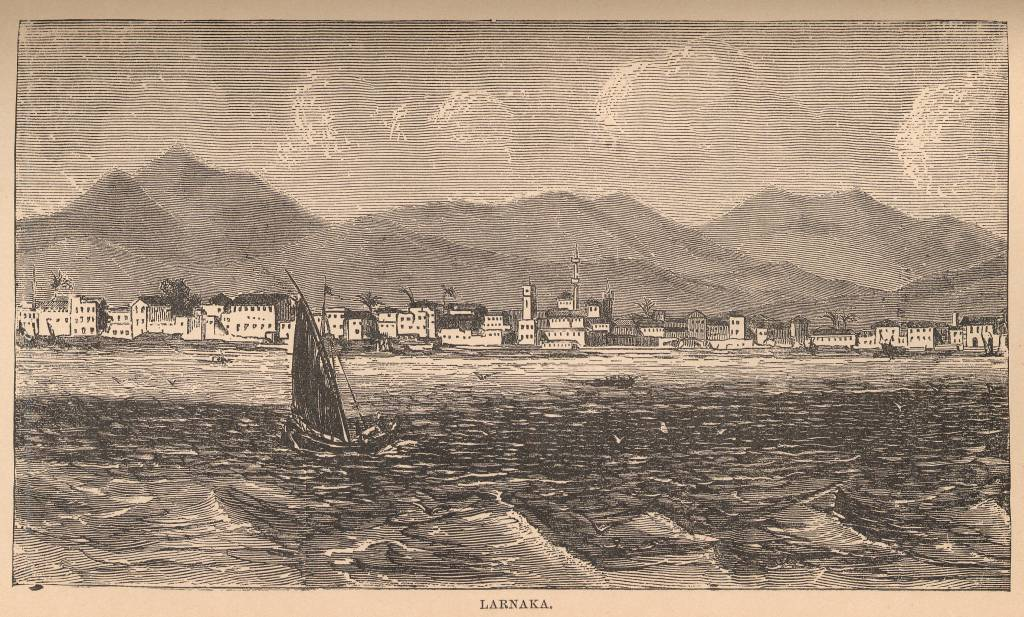
رسم لمدينة لارنكا سنة 1878م

## معالم المدينة
فيها كنيسة الأغا لازاروس التي بنيت في القرن التاسع الميلادي. ويقع مسجد لارنكا الكبير حوالي خمسة كيلومترات غرب المدينة.

## الاقتصاد

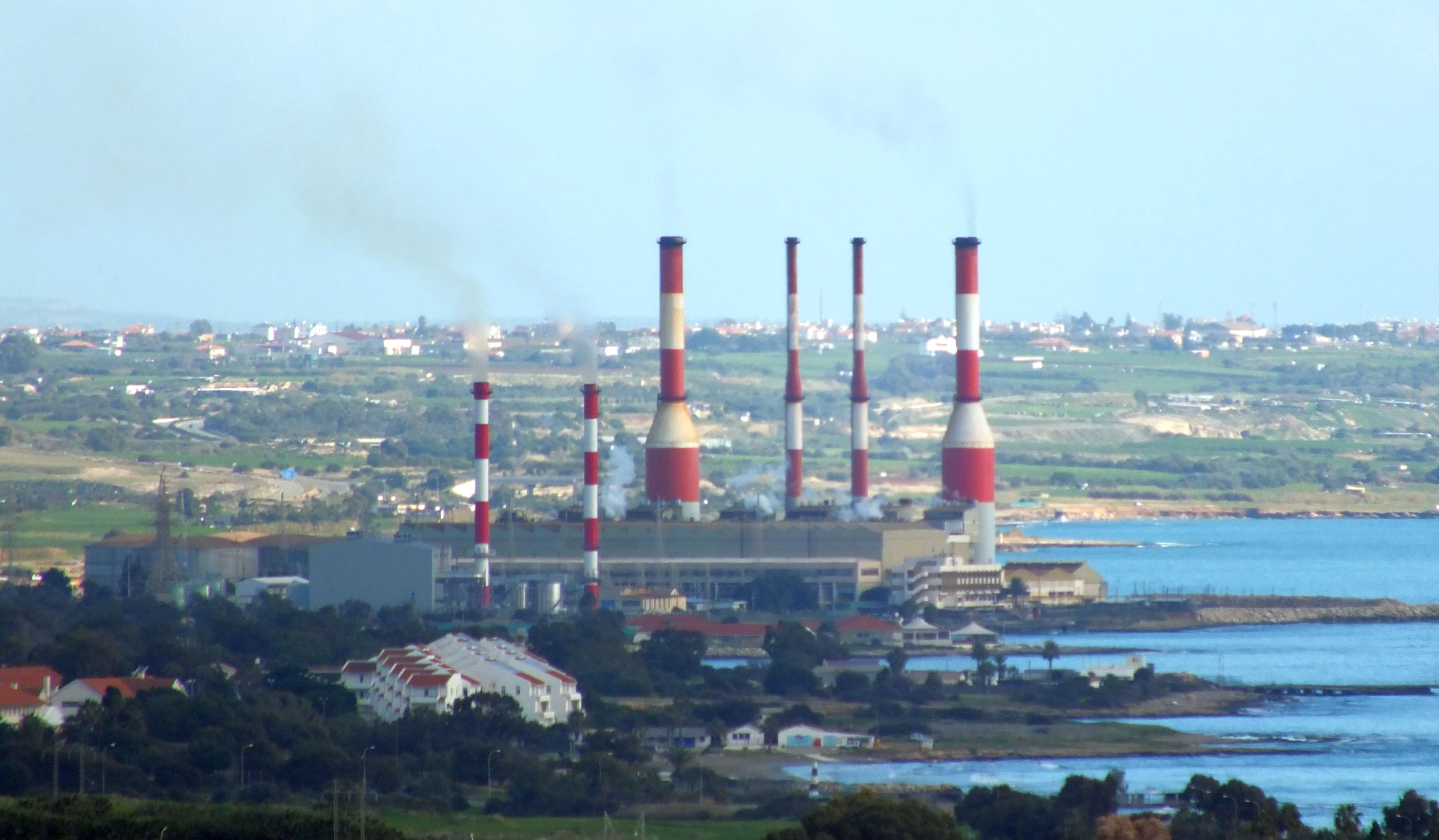
محطة ديكيليا للطاقة

نما اقتصاد مدينة لارنكا منذ عام 1975، بعد خسارة ميناء فاماغوستا الذي كان يتم فيه نقل وتخليص 80% من البضائع العامة وإغلاق مطار نيقوسيا الدولي؛ ما يشير إلى أهمية المطار والميناء المتزايدة في اقتصاد الجزيرة.[بحاجة لمصدر]
تم الانتهاء من توسعة مطار لارنكا بكلفة بلغت 650 مليون يورو.
تقع في لارنكا العديد من المكاتب الرئيسية لشركات السياحة السفر
يوظّف قطاع الخدمات، بما في ذلك السياحة، حوالي ثلاثة أرباع القوة العاملة في لارنكا.[بحاجة لمصدر]

## معرض صور

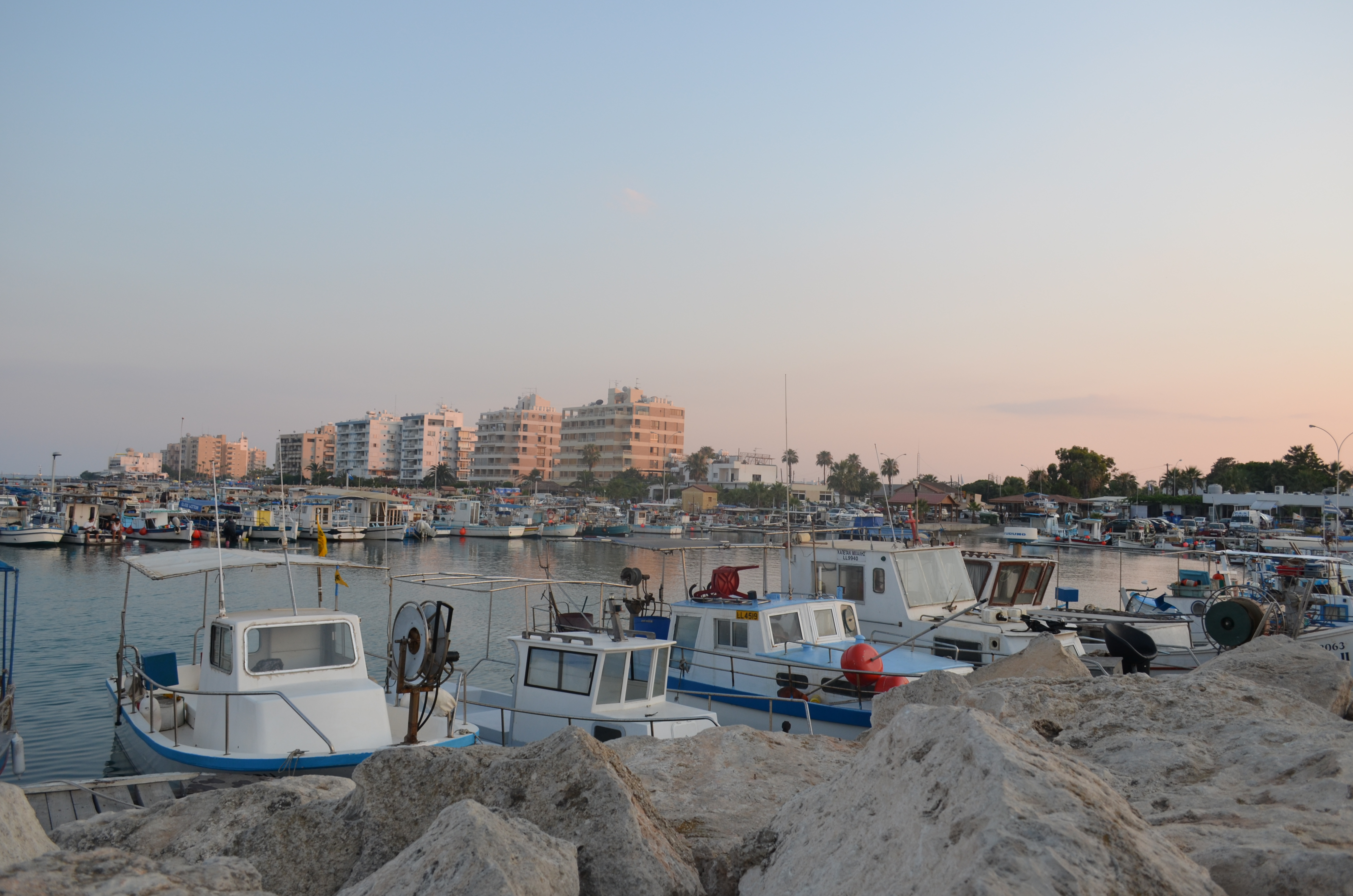
ميناء الصيد
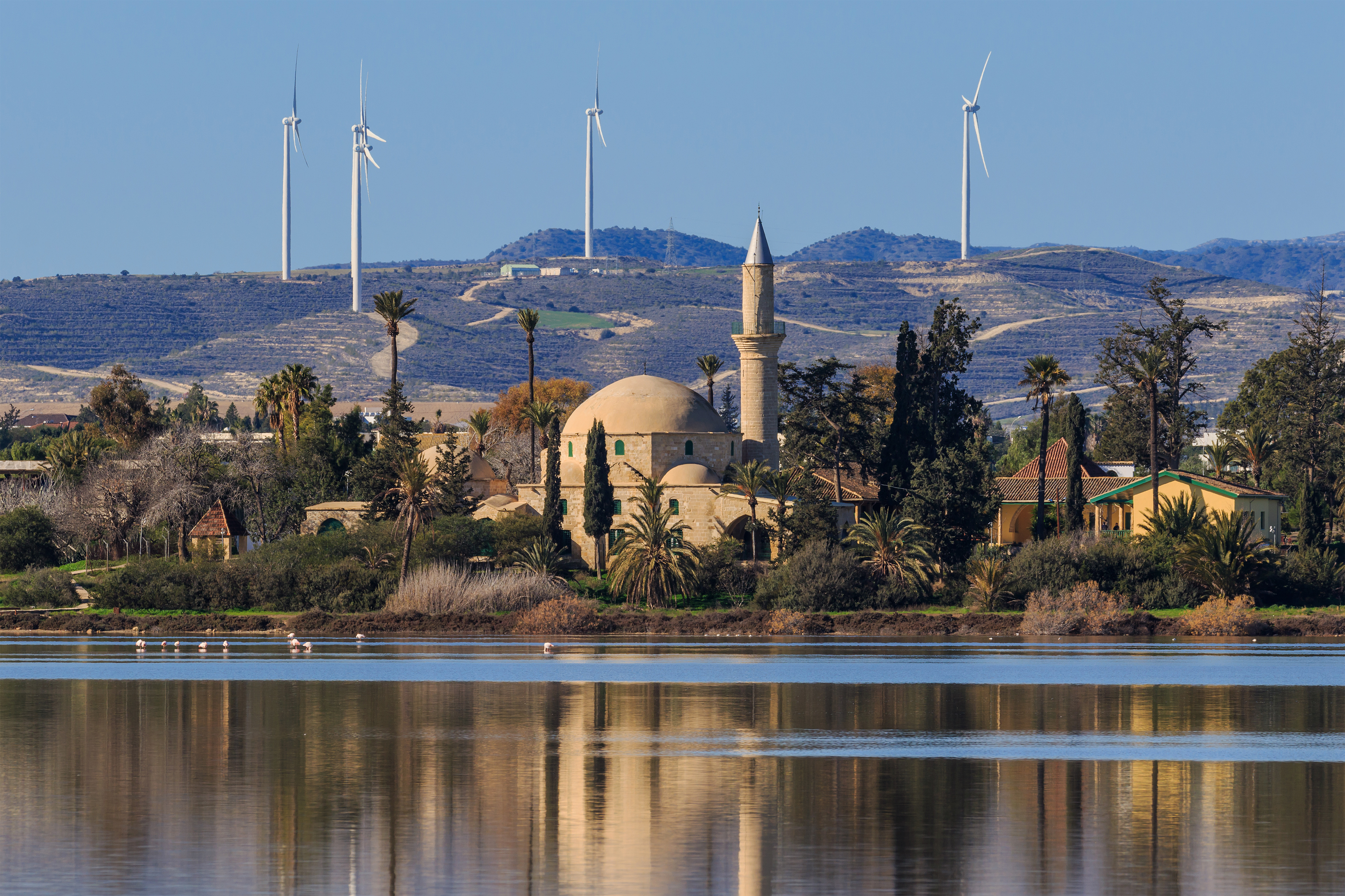
مسجد تكية سلطان
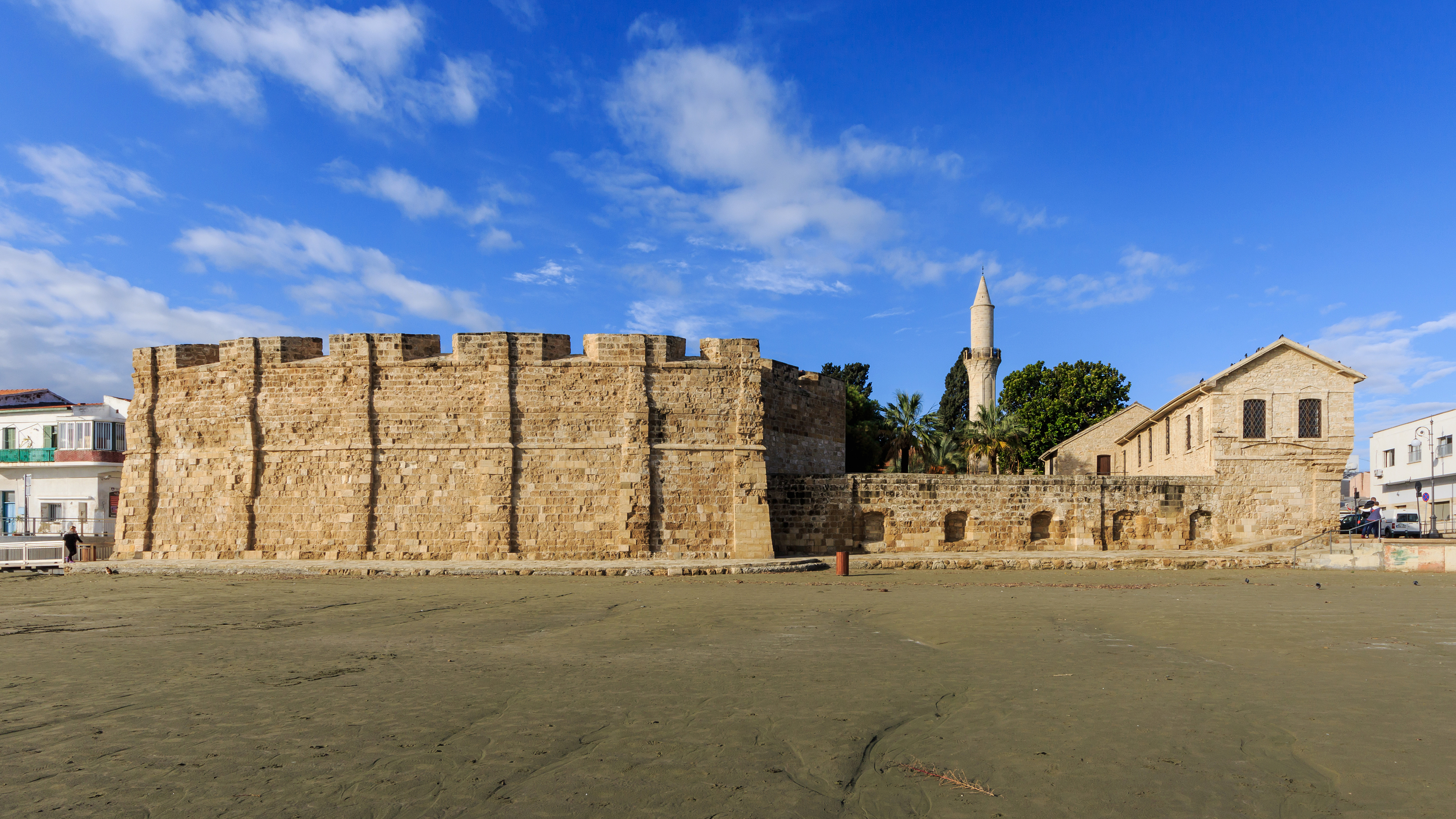
القلعة من الخارج
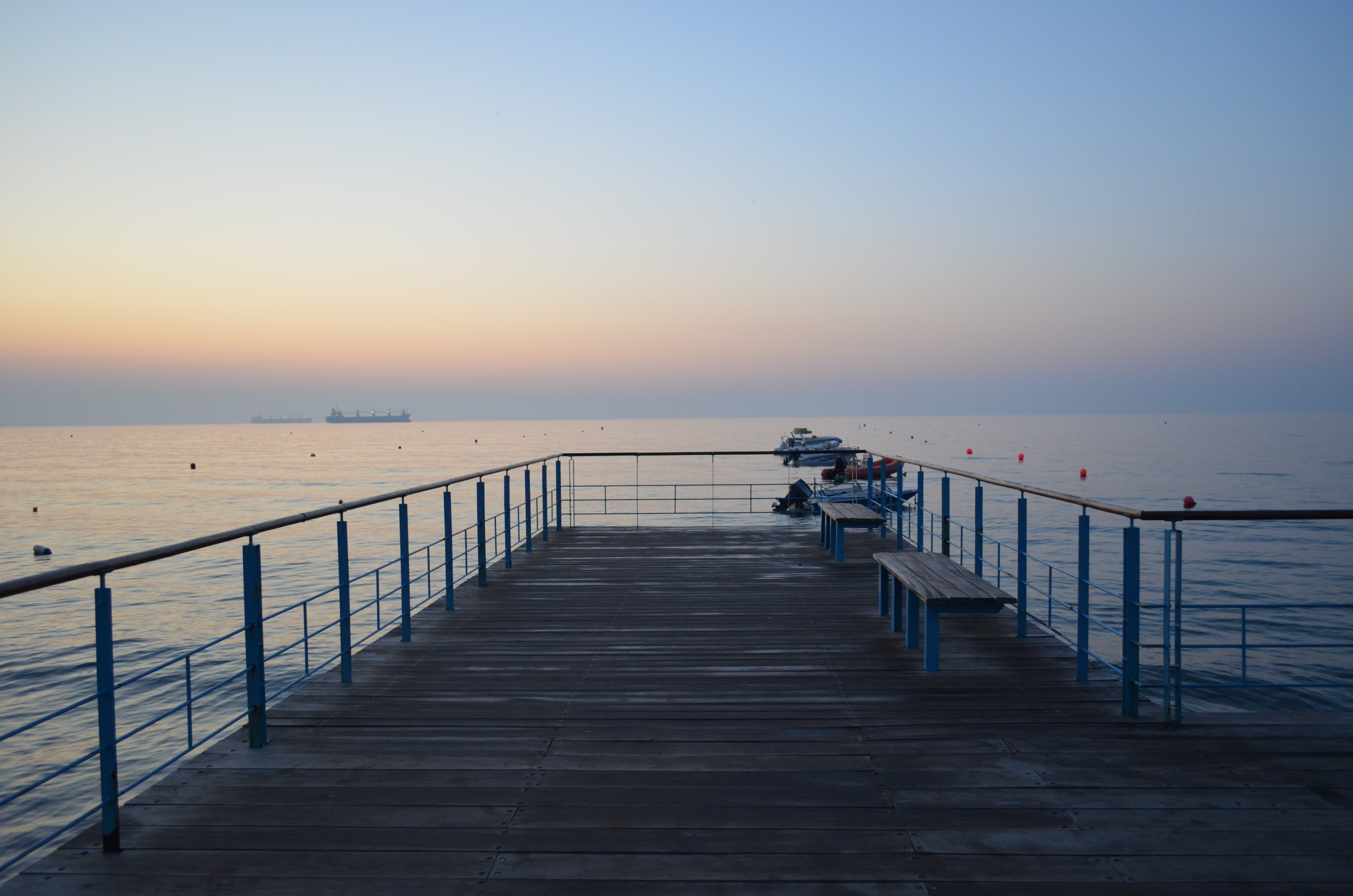
Castle square pier
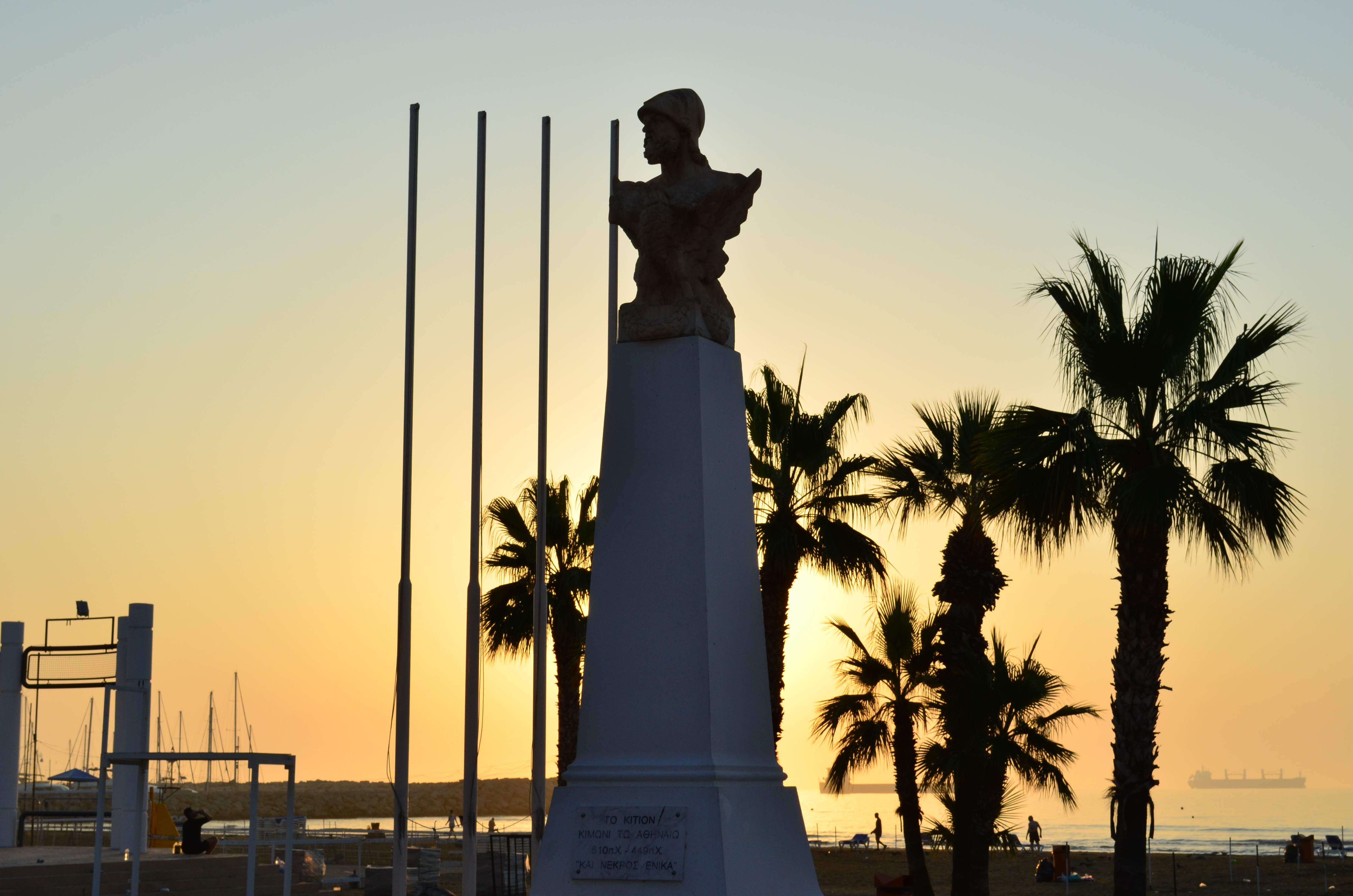
تمثال كيمو
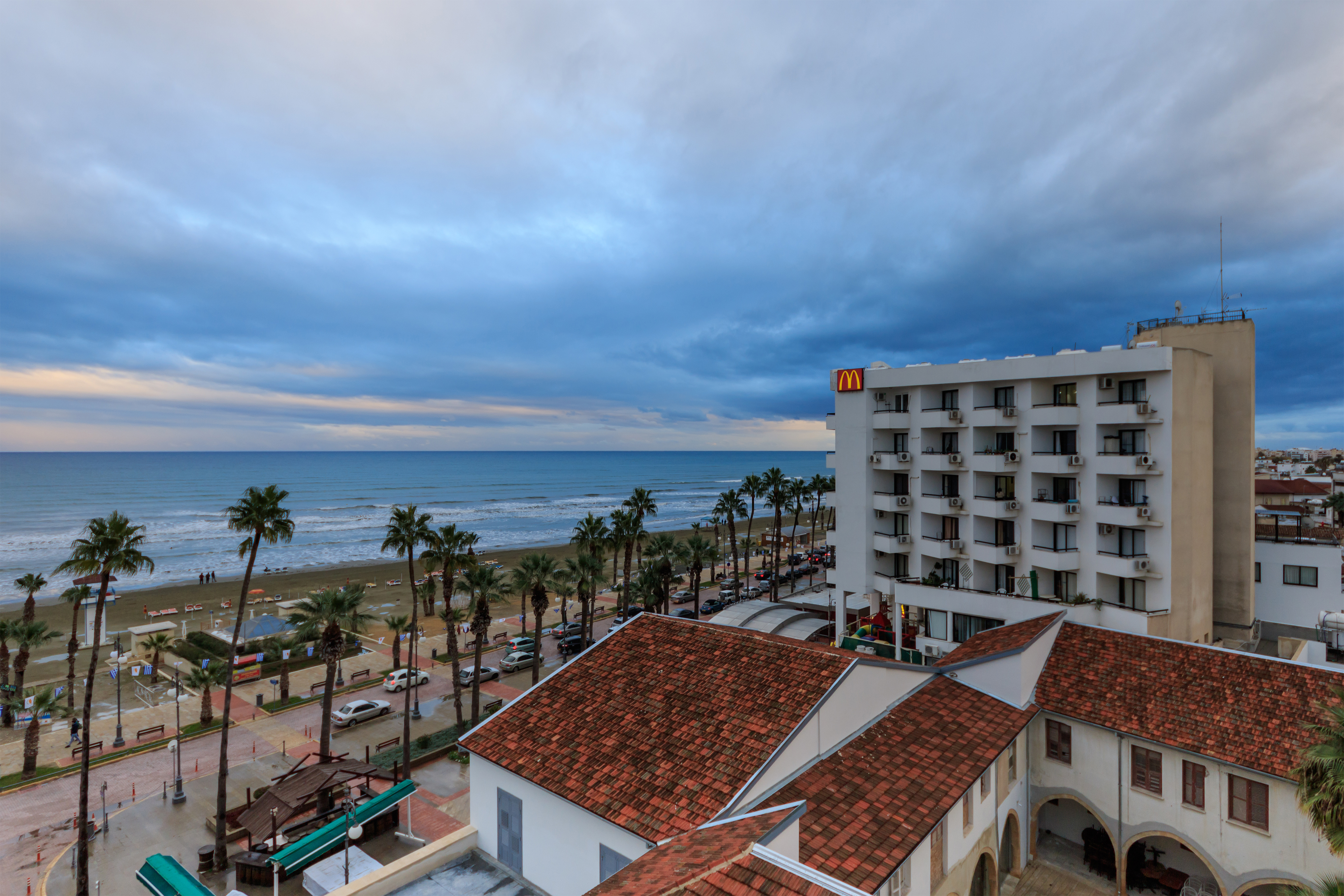
Finikoudes Avenue
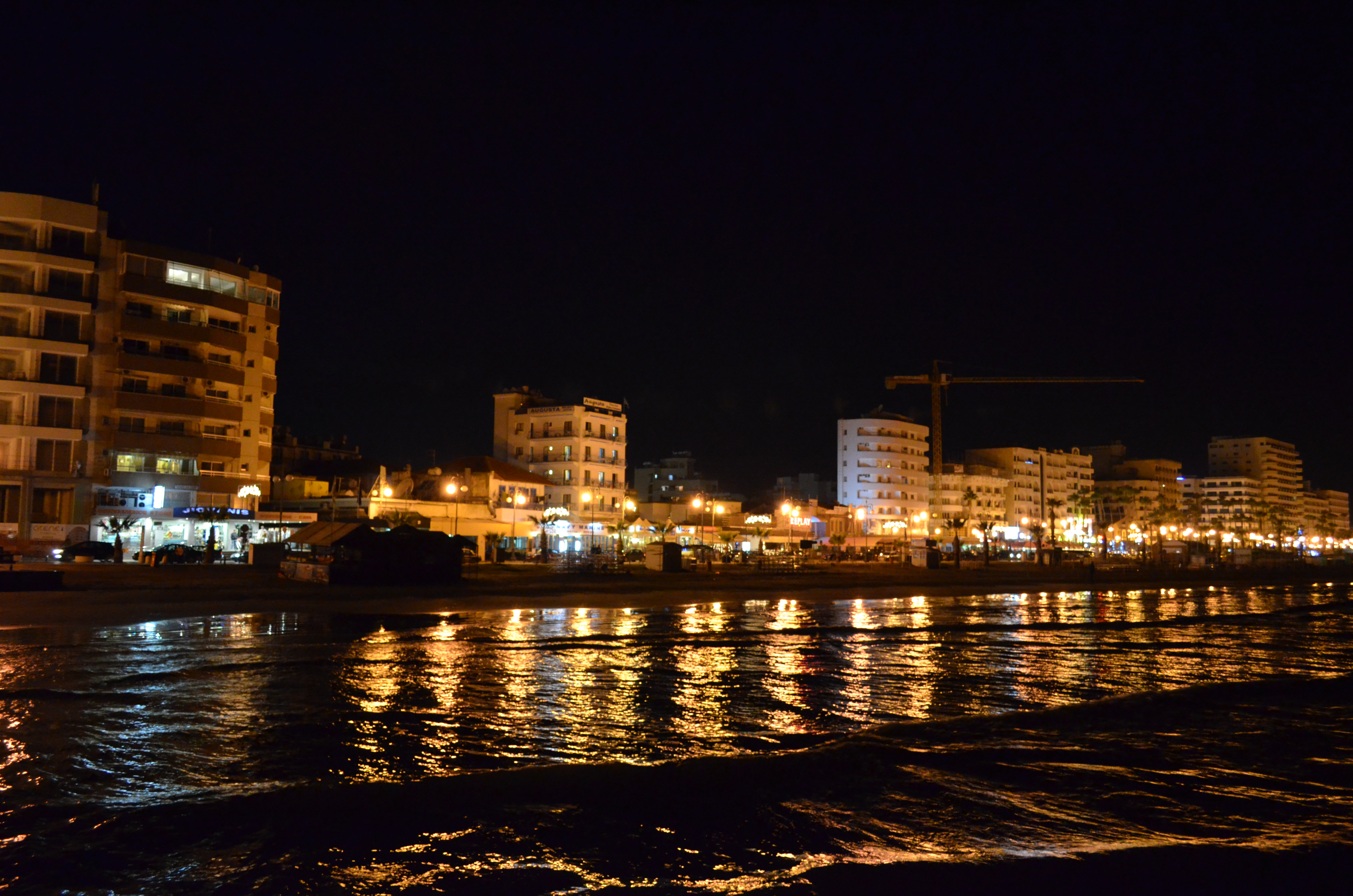
ليالي لارنكا
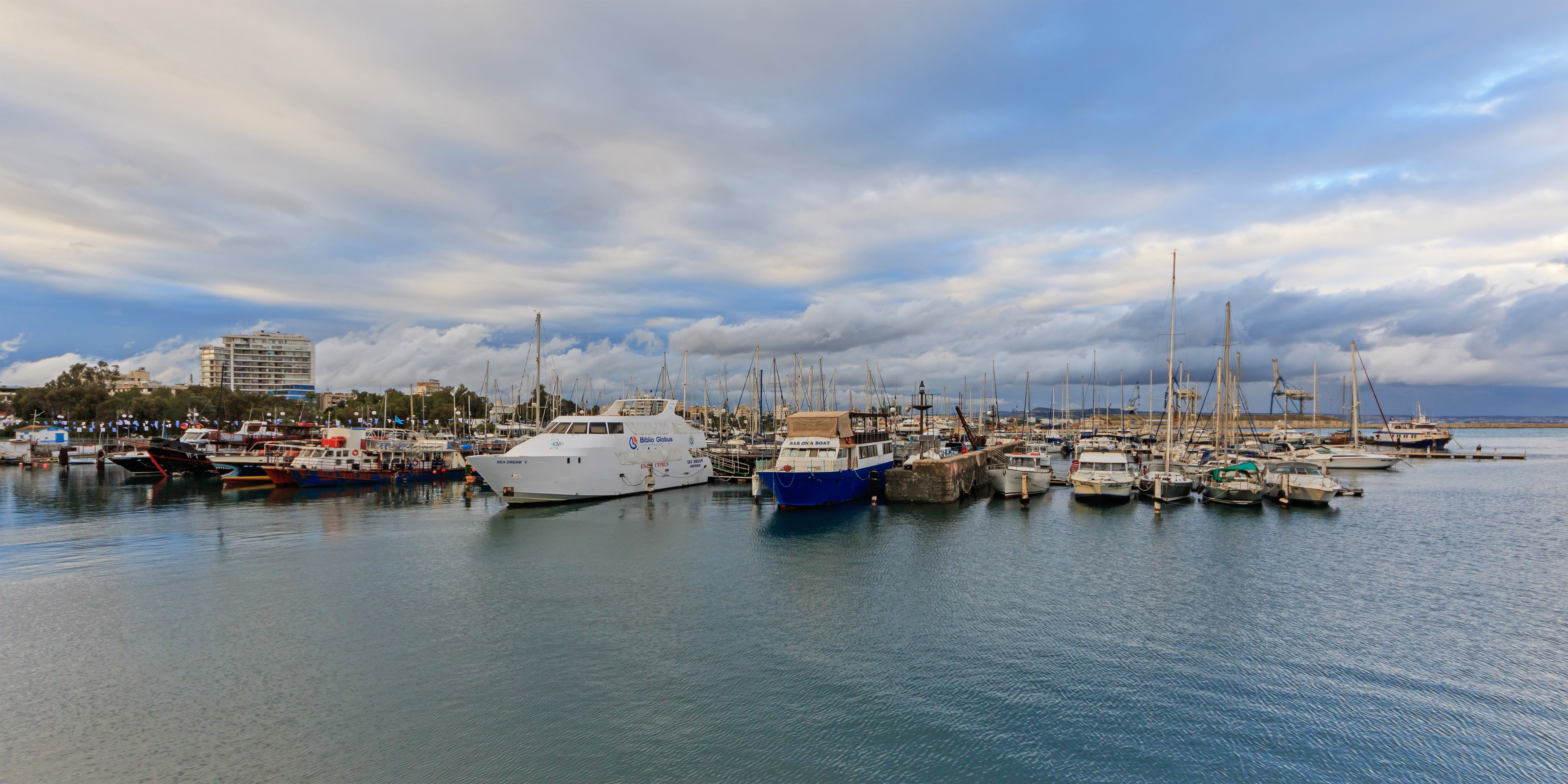
قوارب بلارنكا
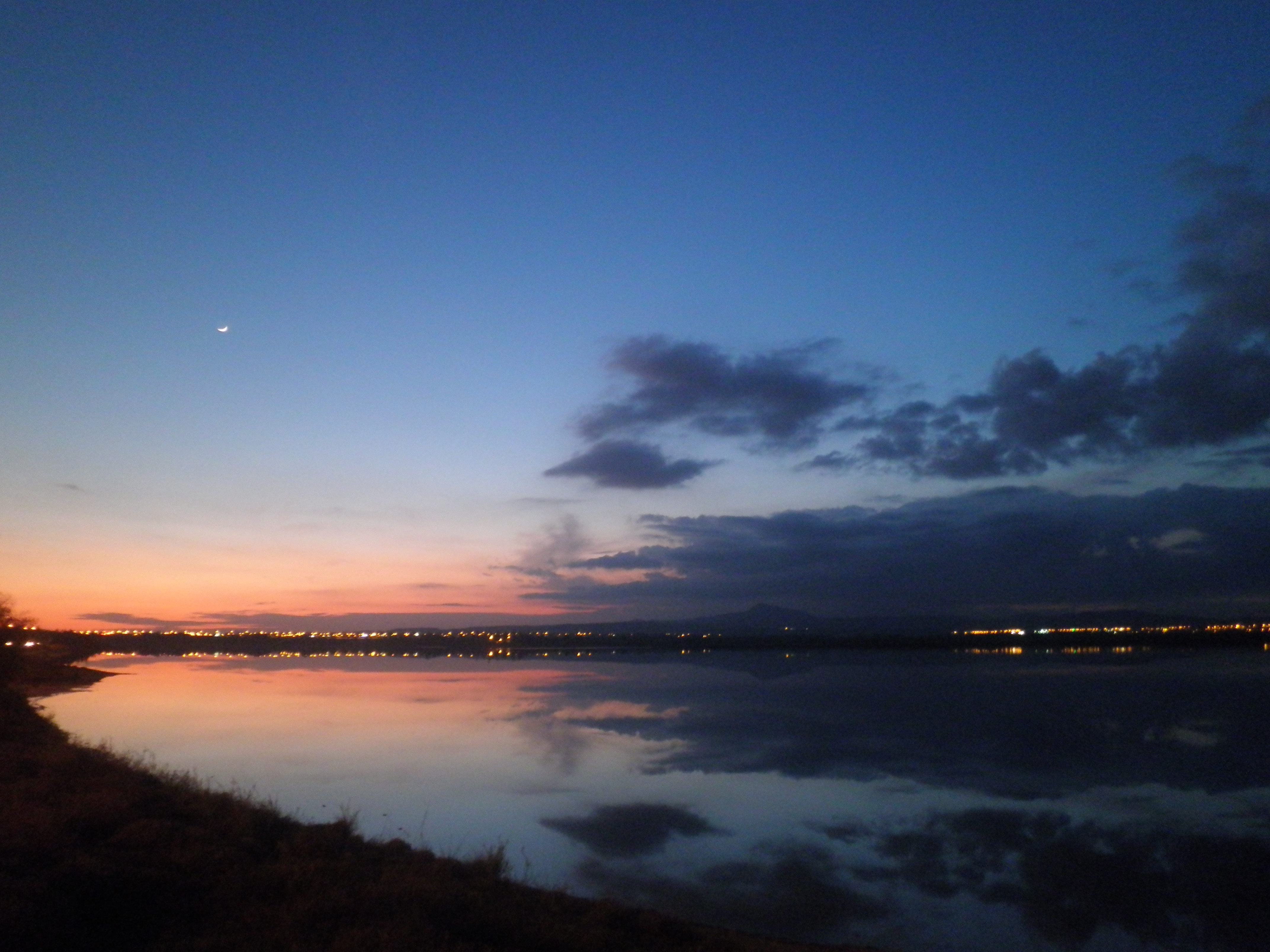
Larnaca Salt Lake
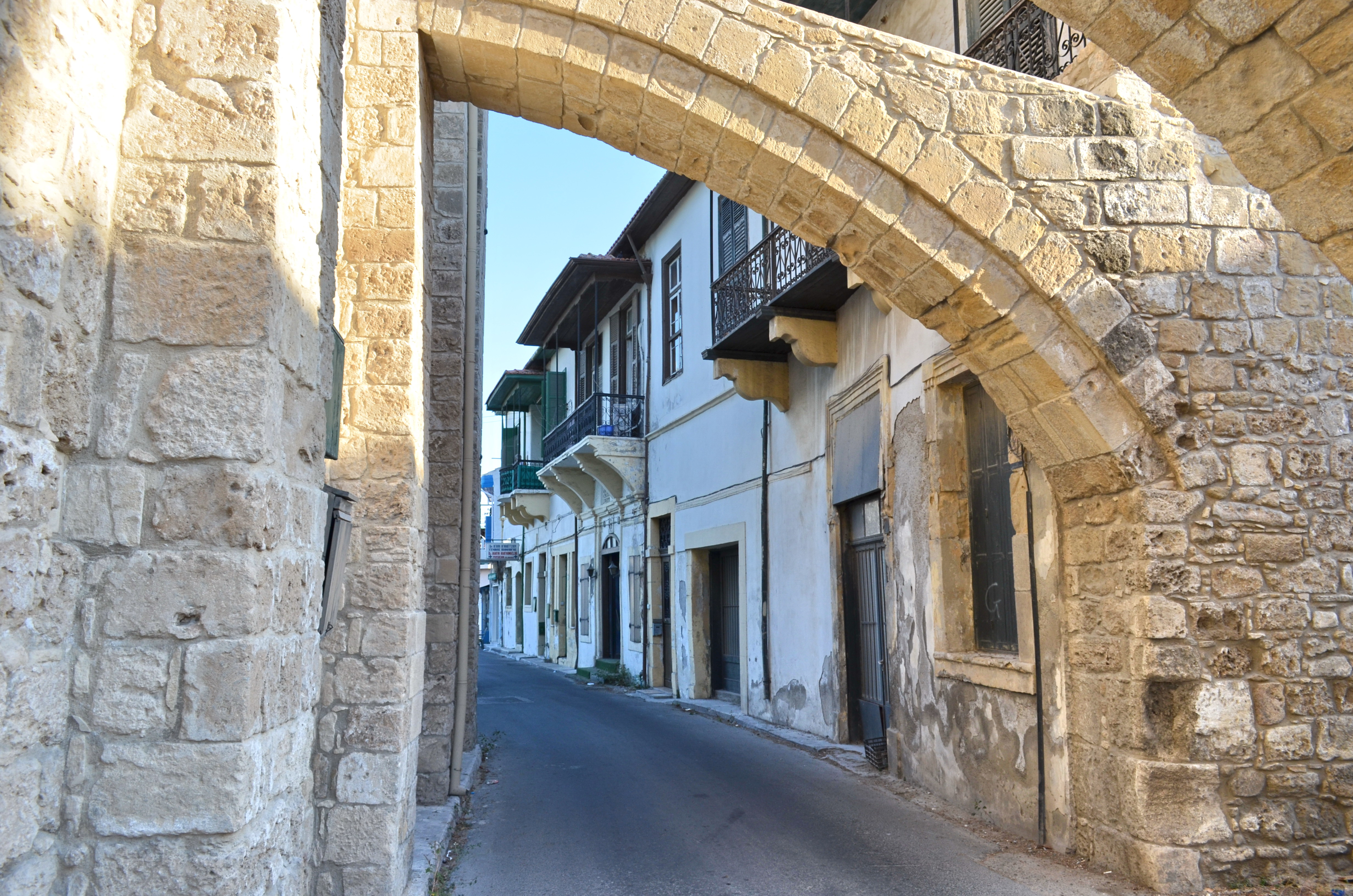
درب بالمدينة
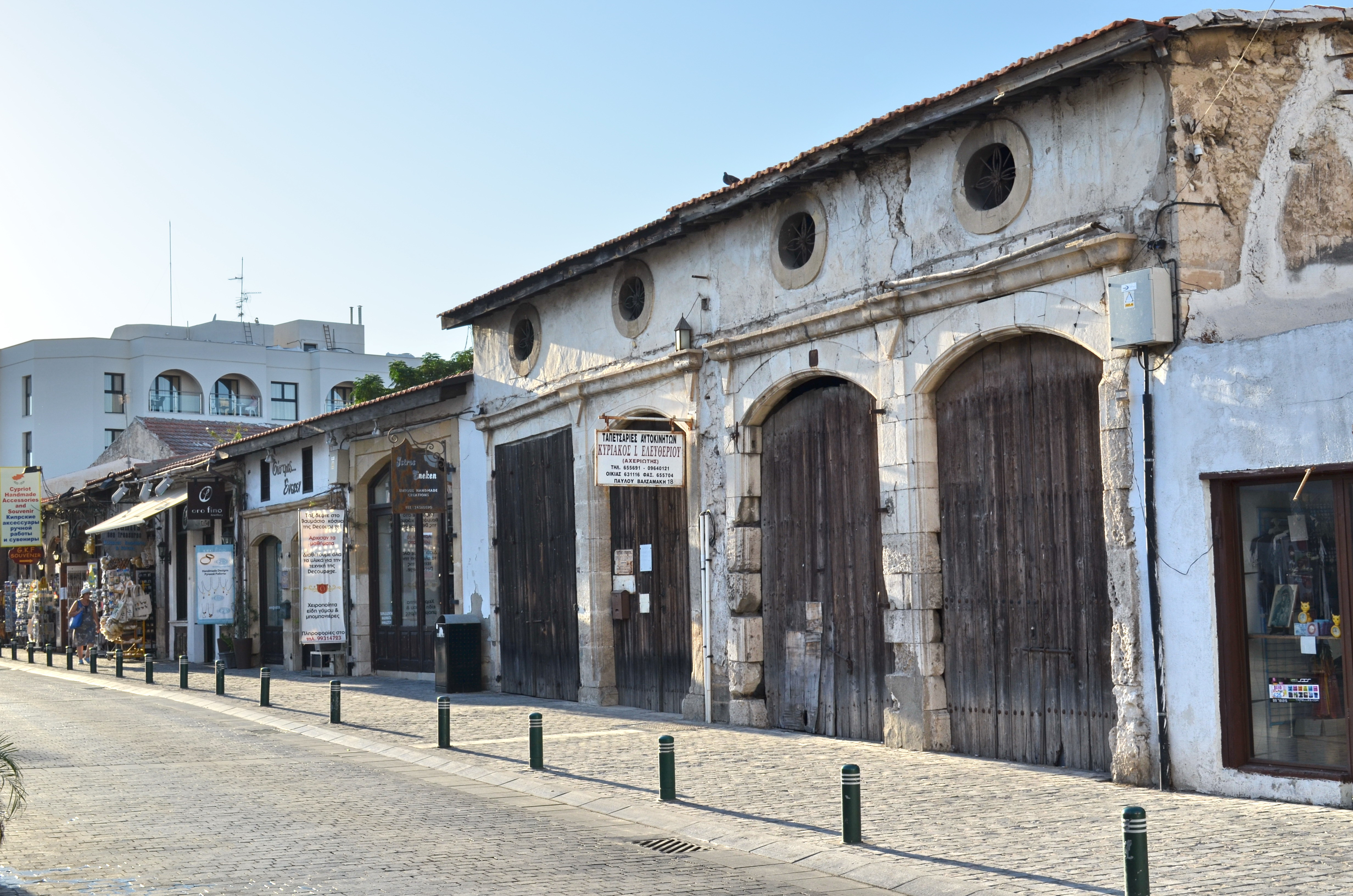
محلات لبيع التذكارات
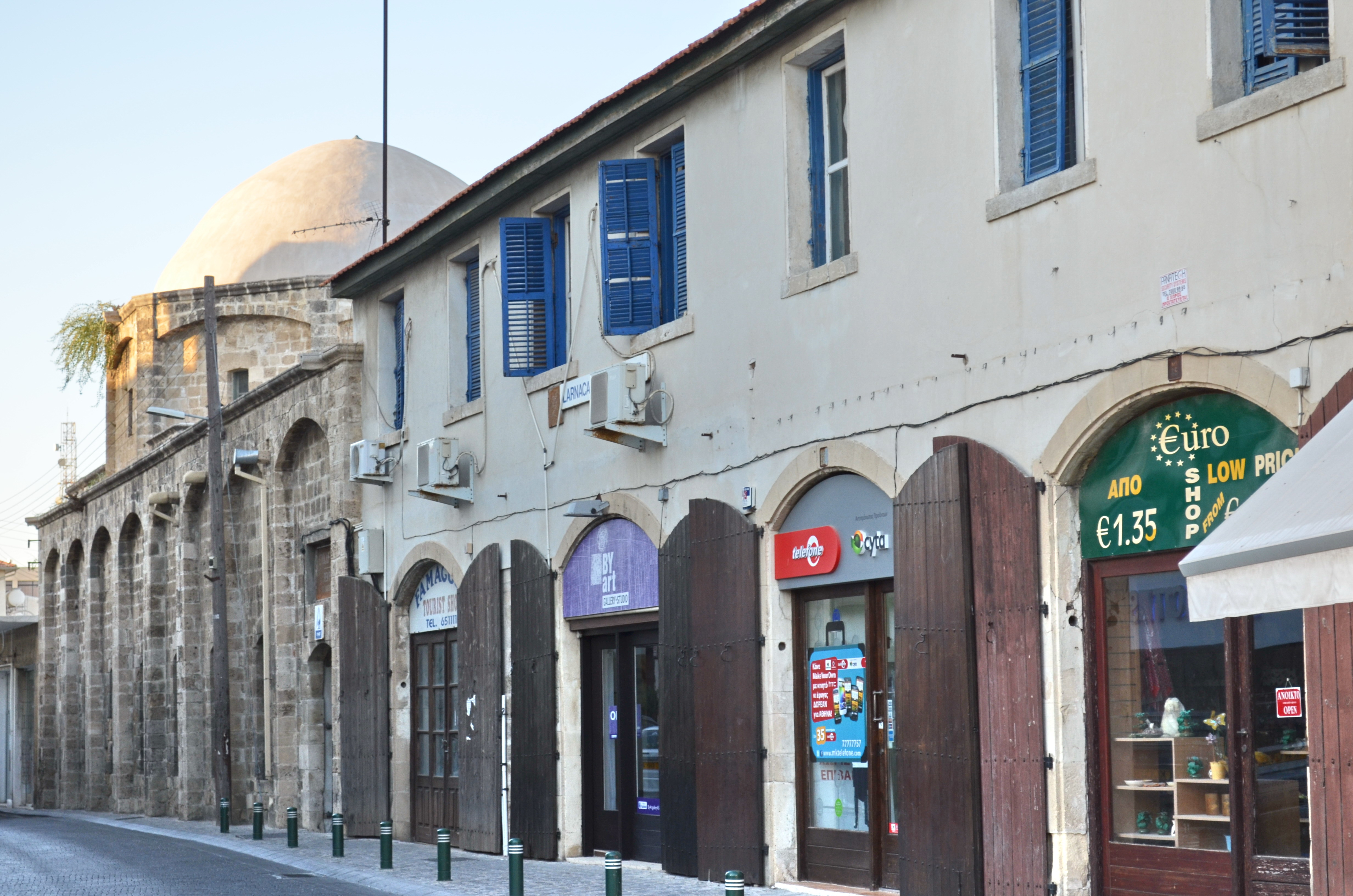
المدينة القديمة
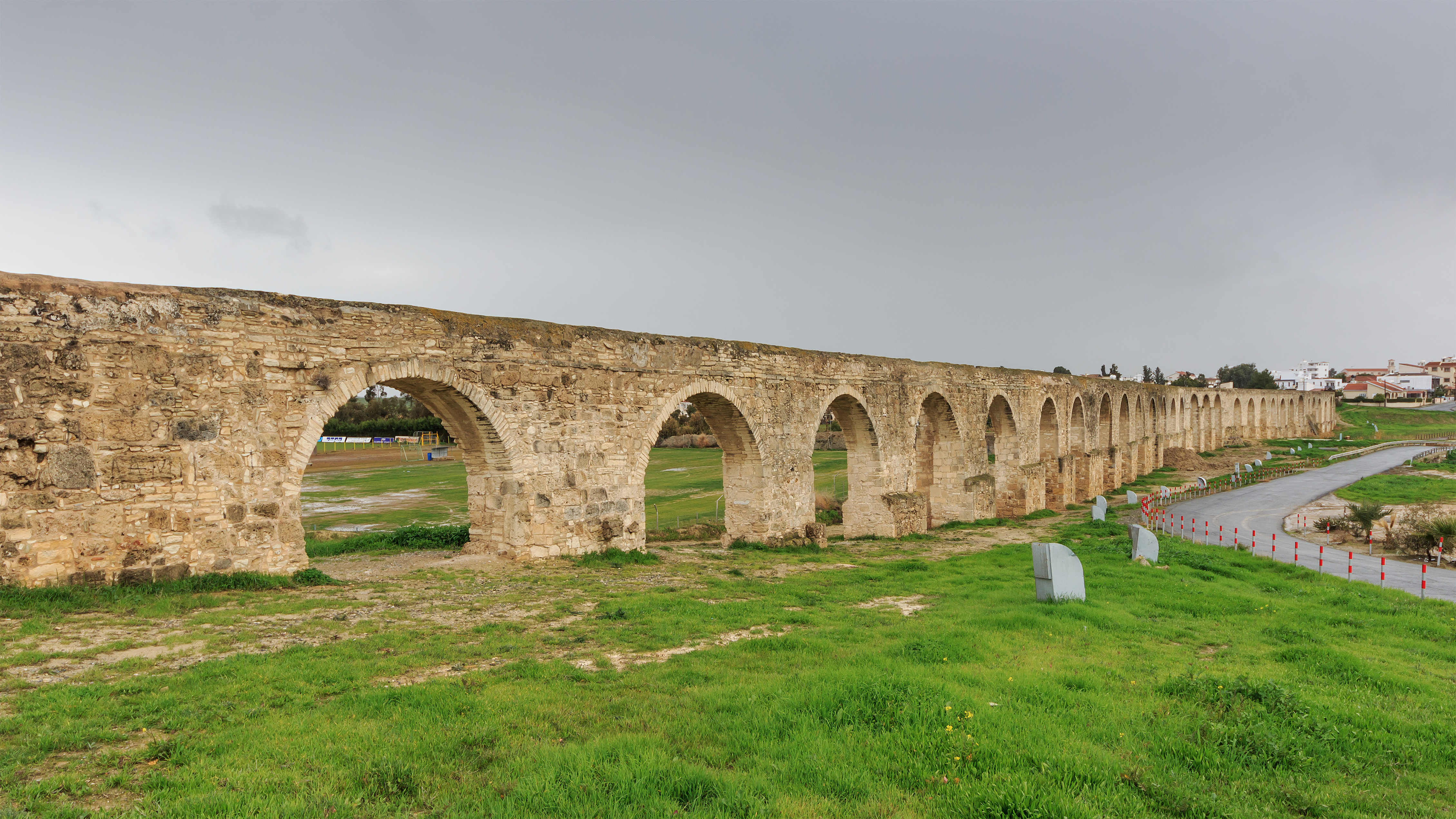
جسر ناقل للمياه
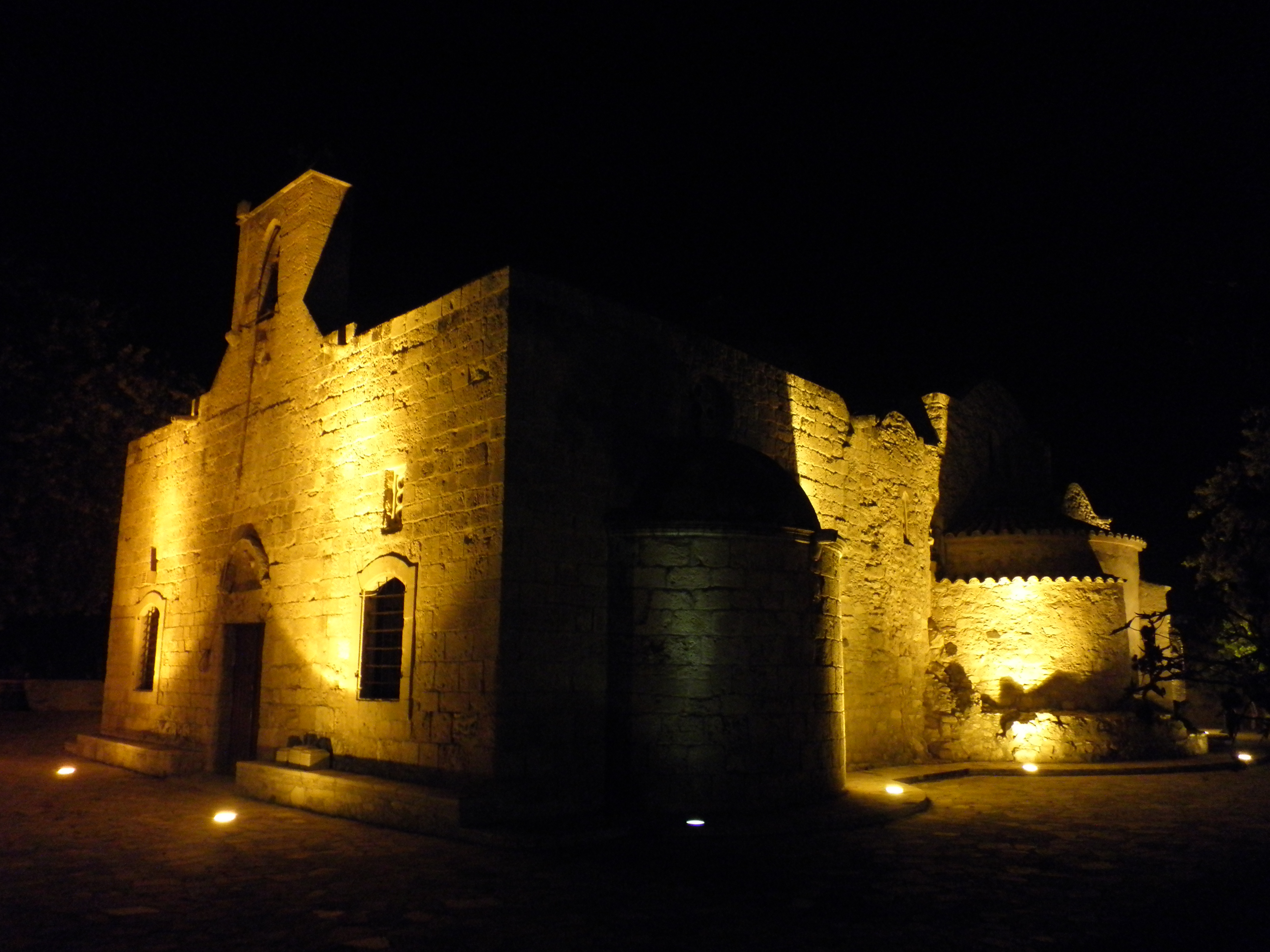
الكنيسة الإنجيلية
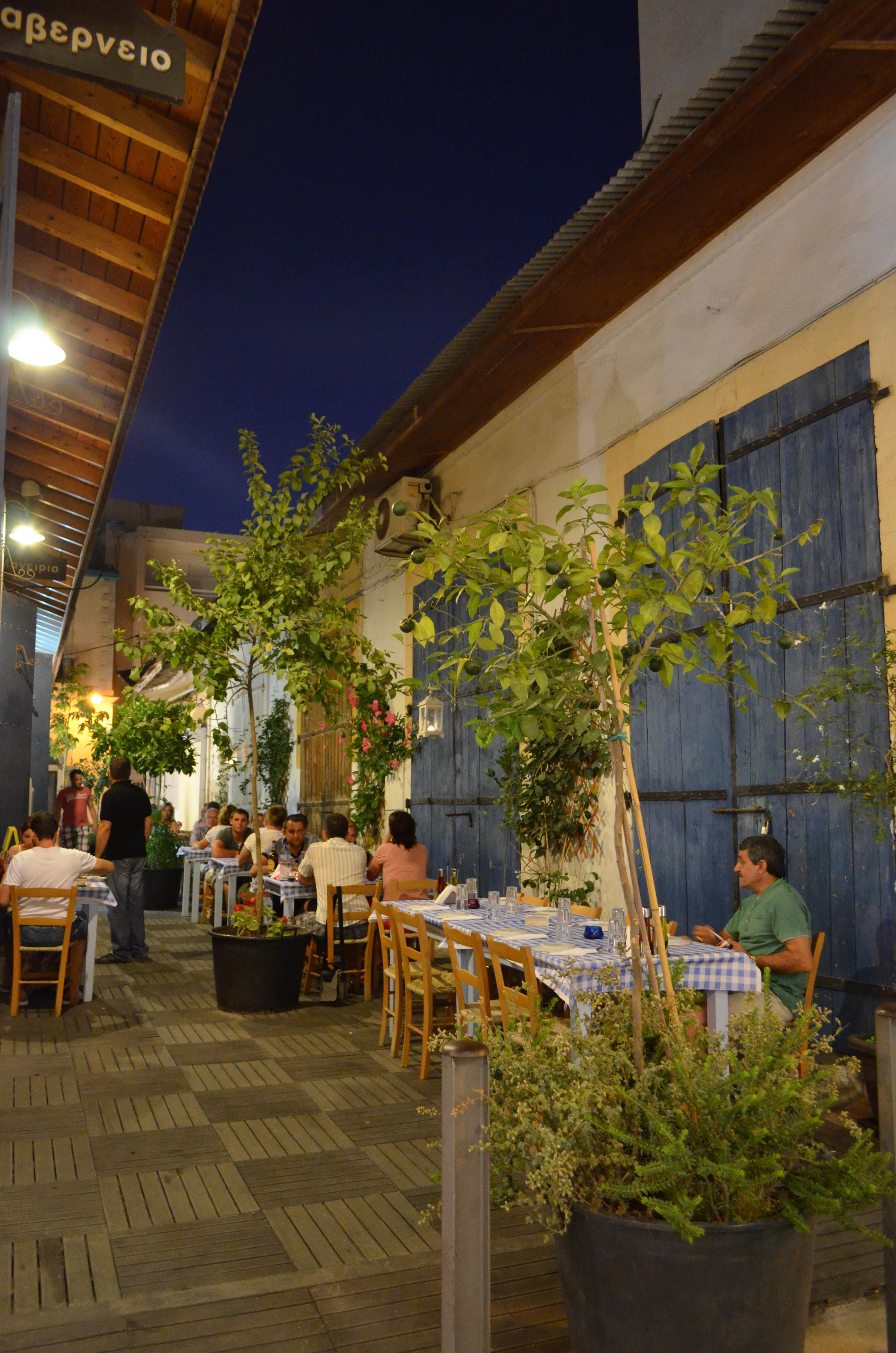
شارع بوسط المدينة
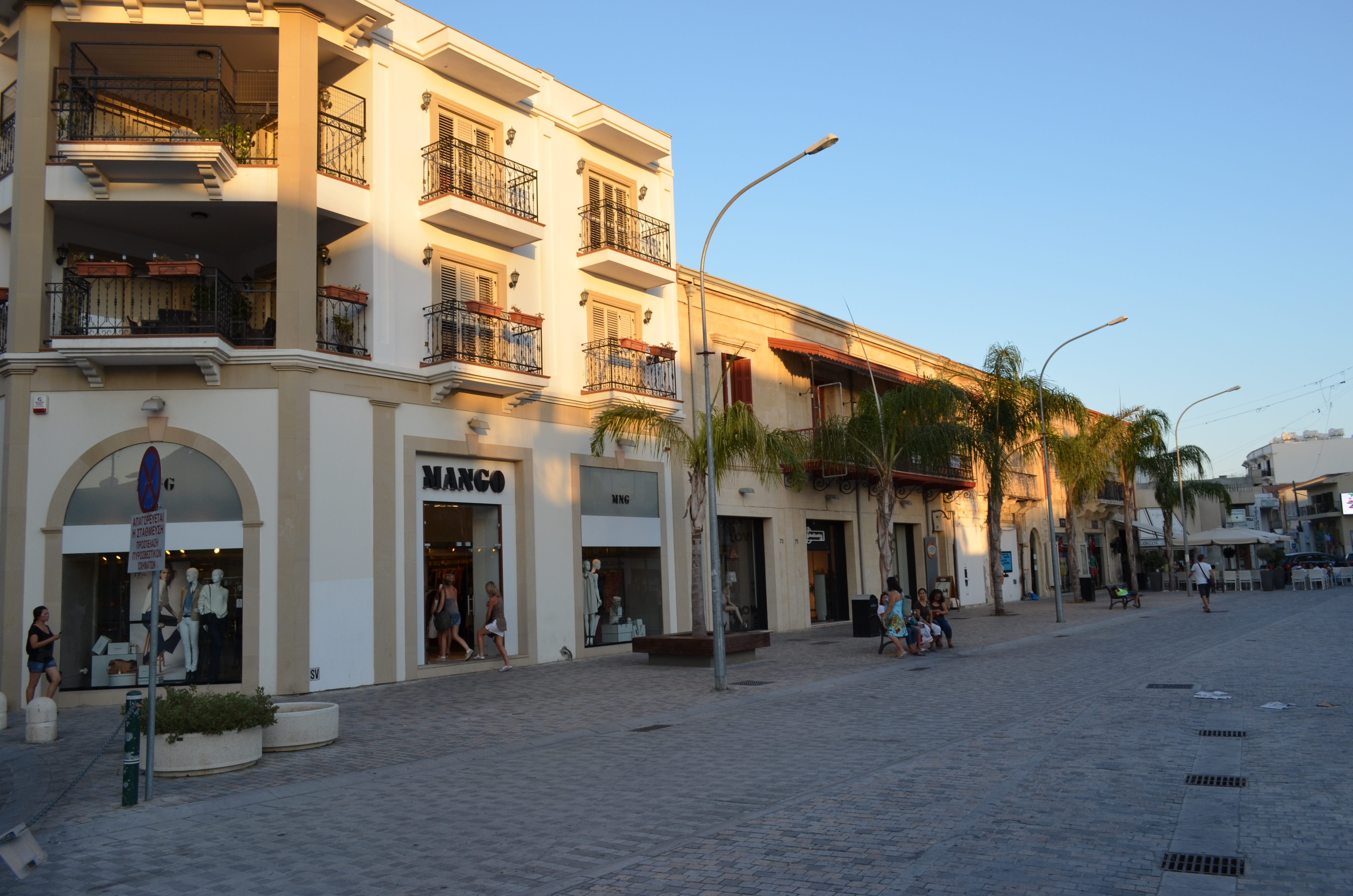
ساحة إيرمو
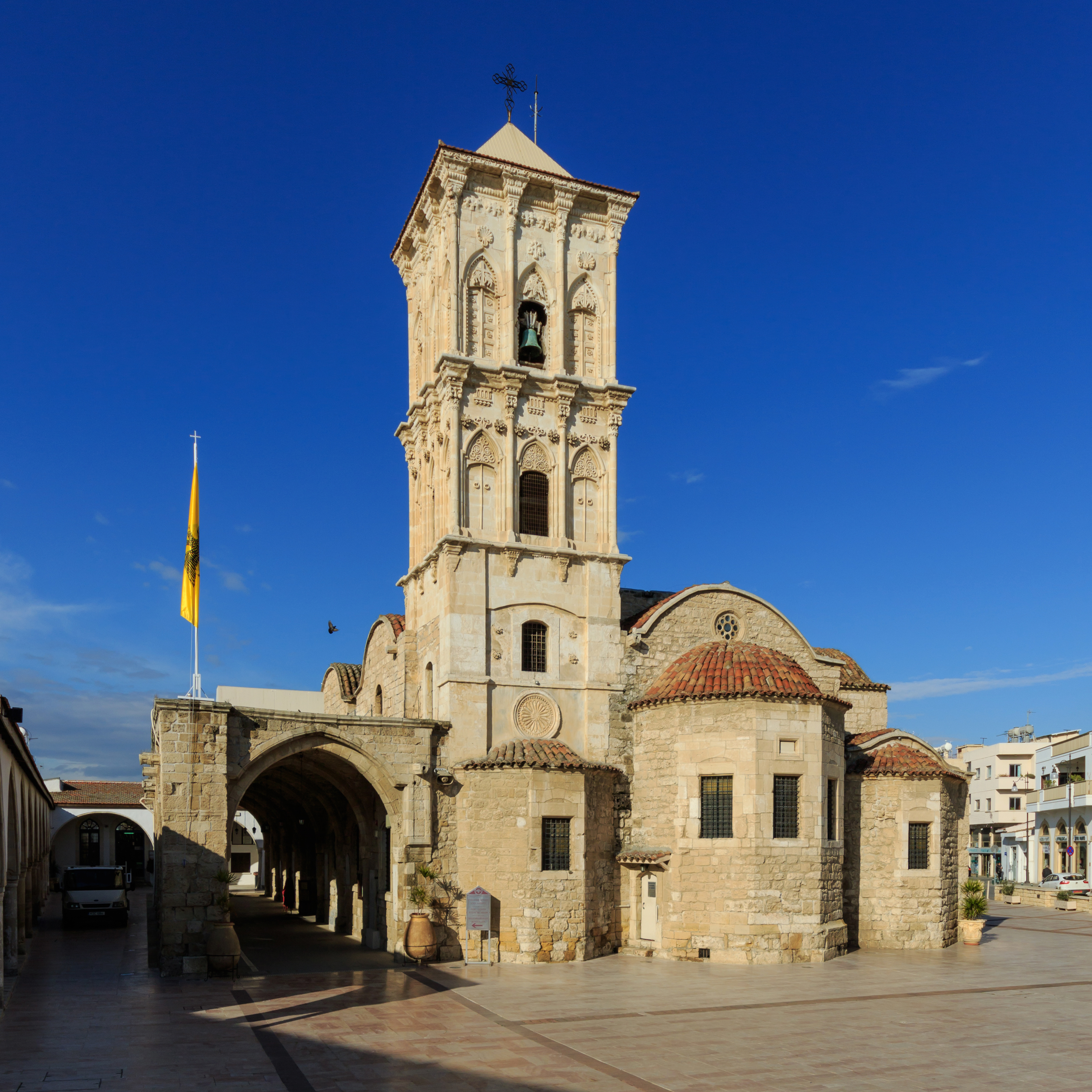
القديس لازاريس
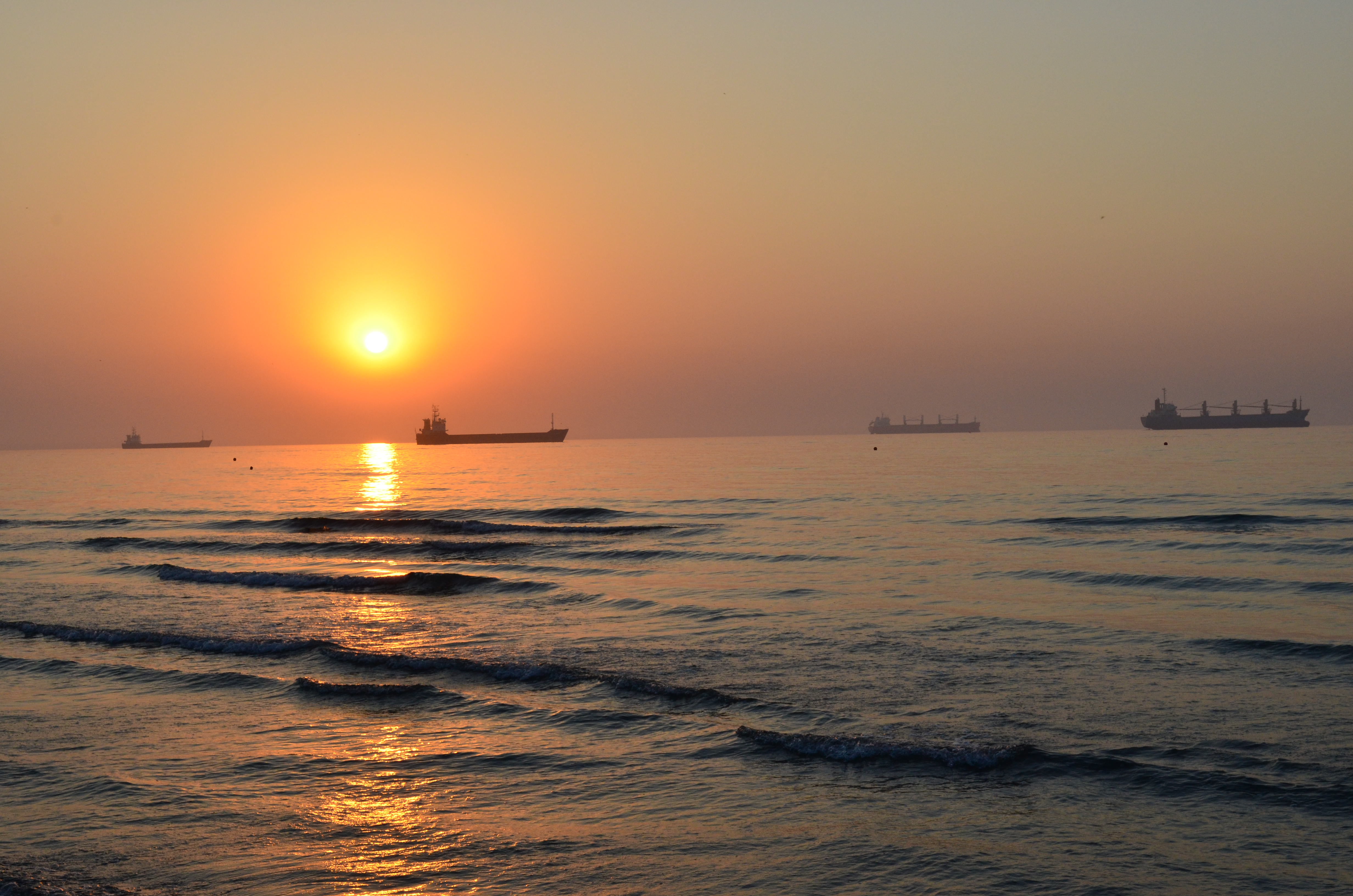
غروب الشمس
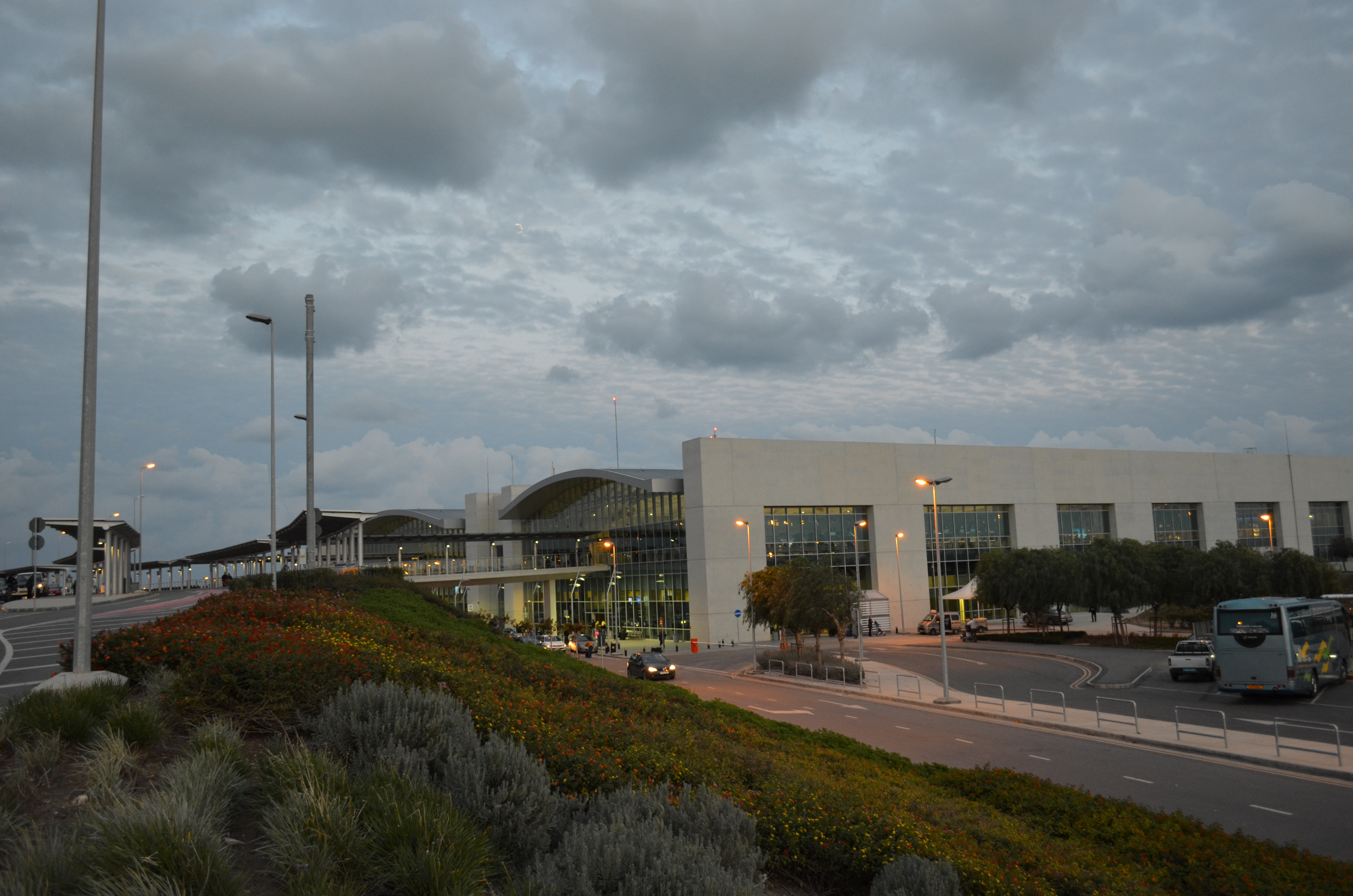
مطار لارنكا الدولي
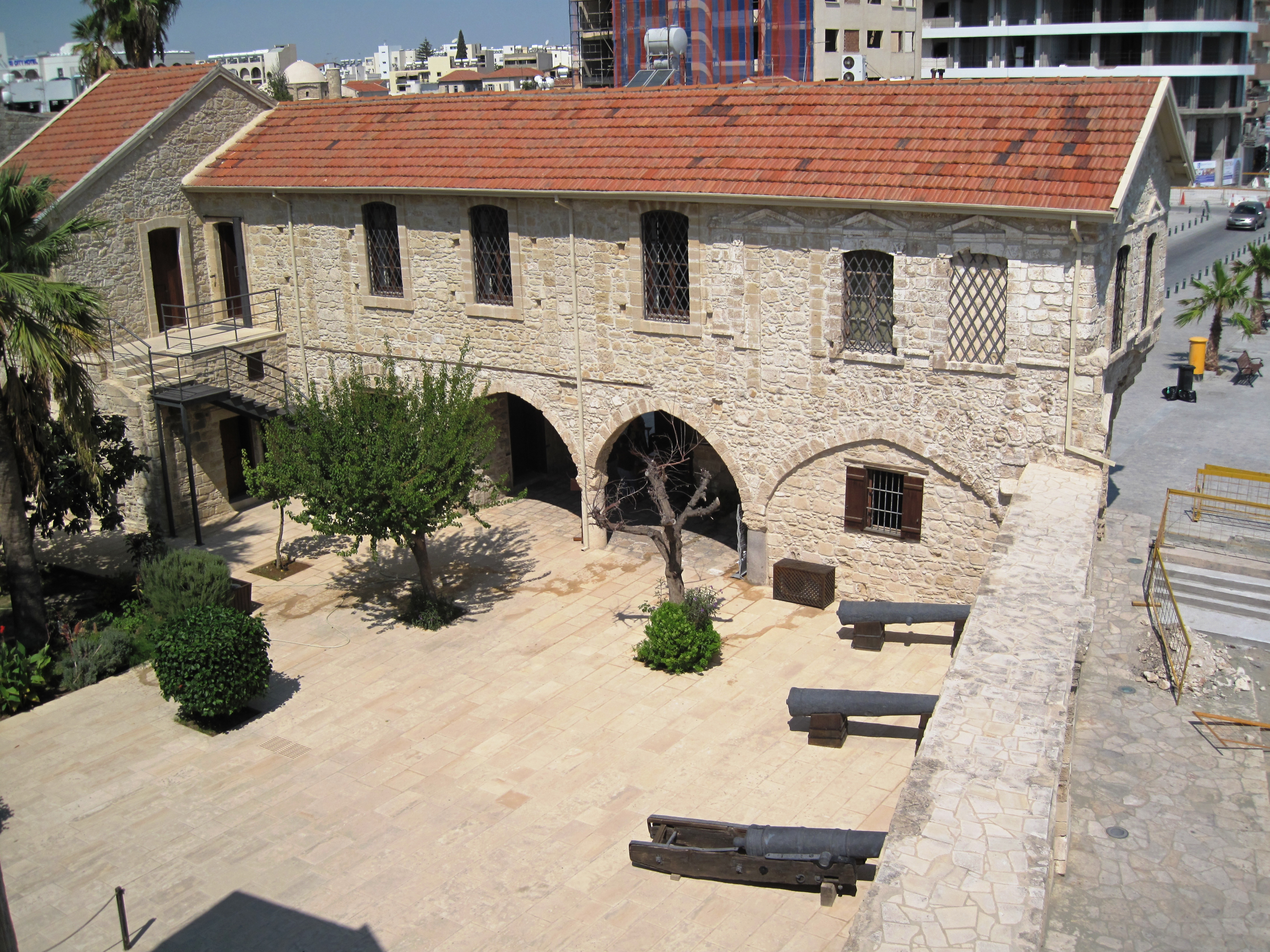
قلعة لارنكا من الداخل
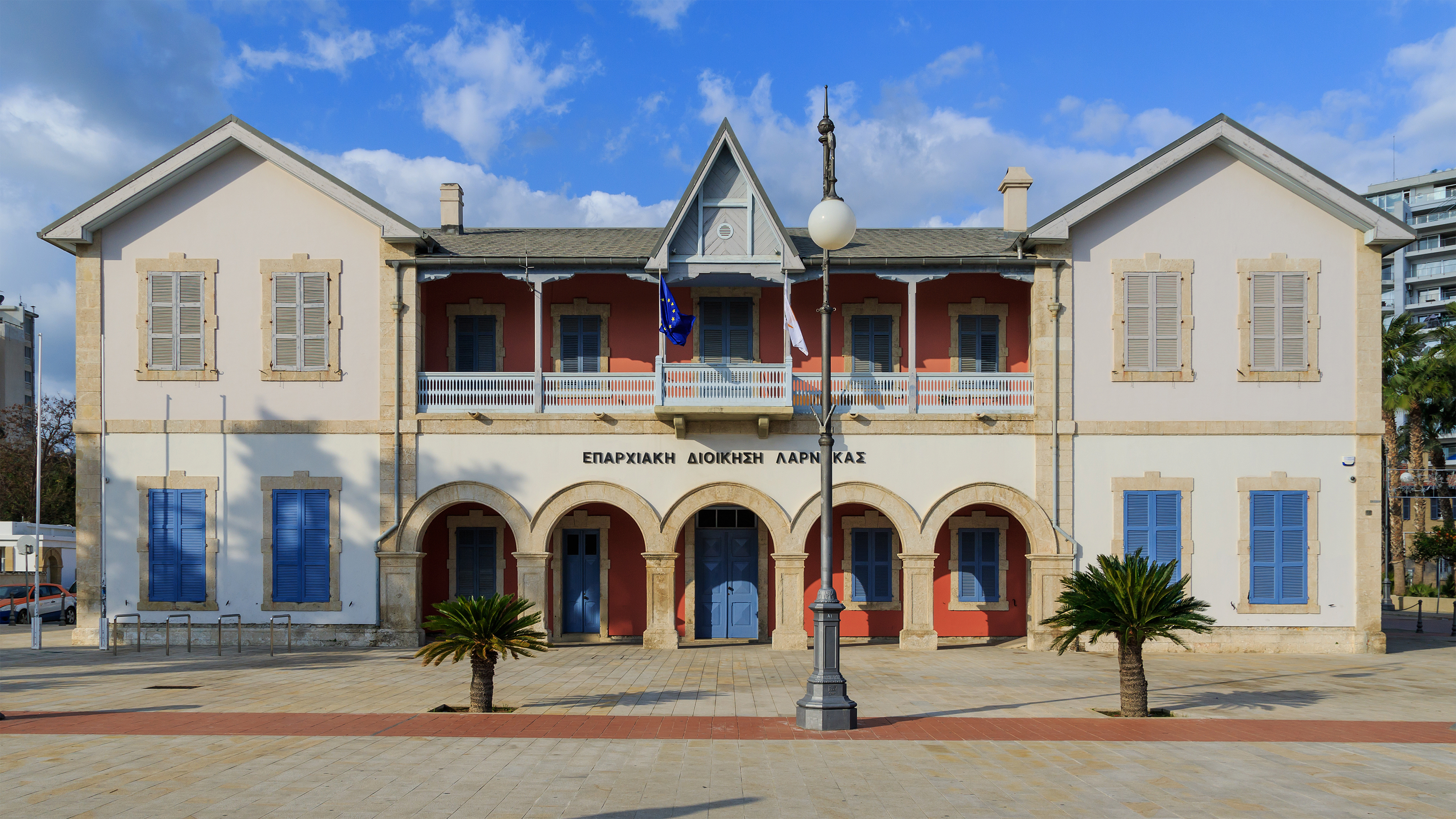
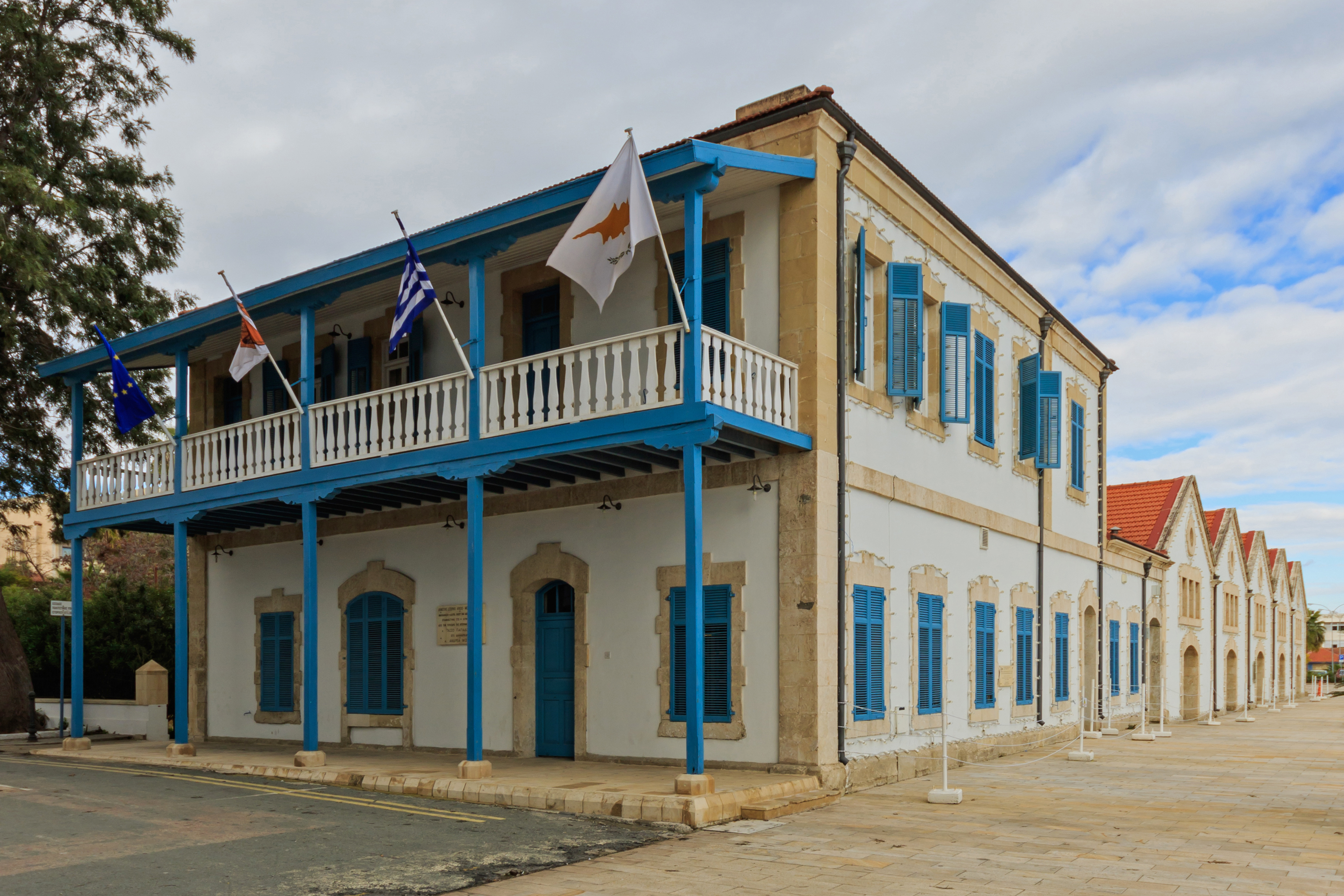
Europe square
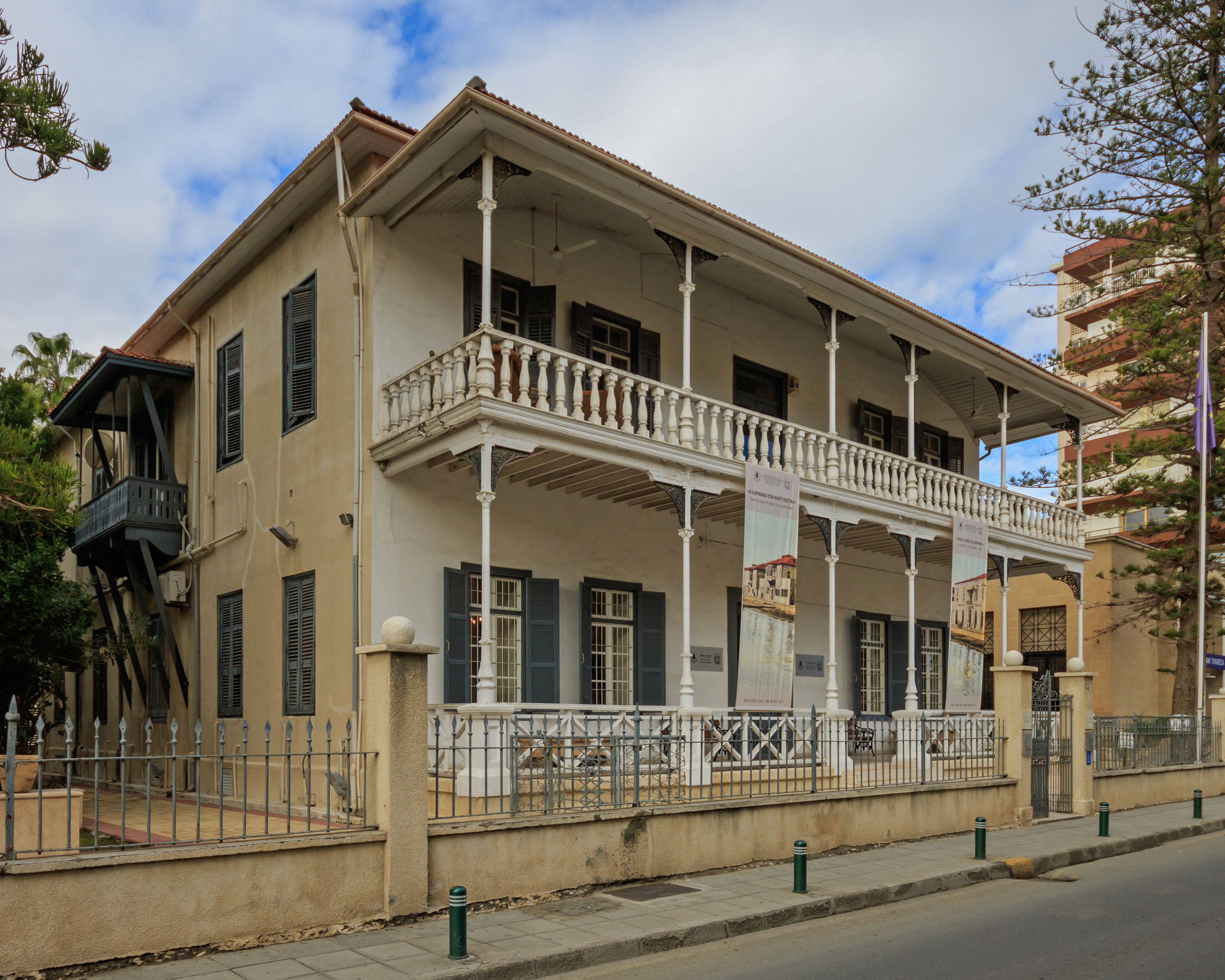
متحف
جبهة البحر
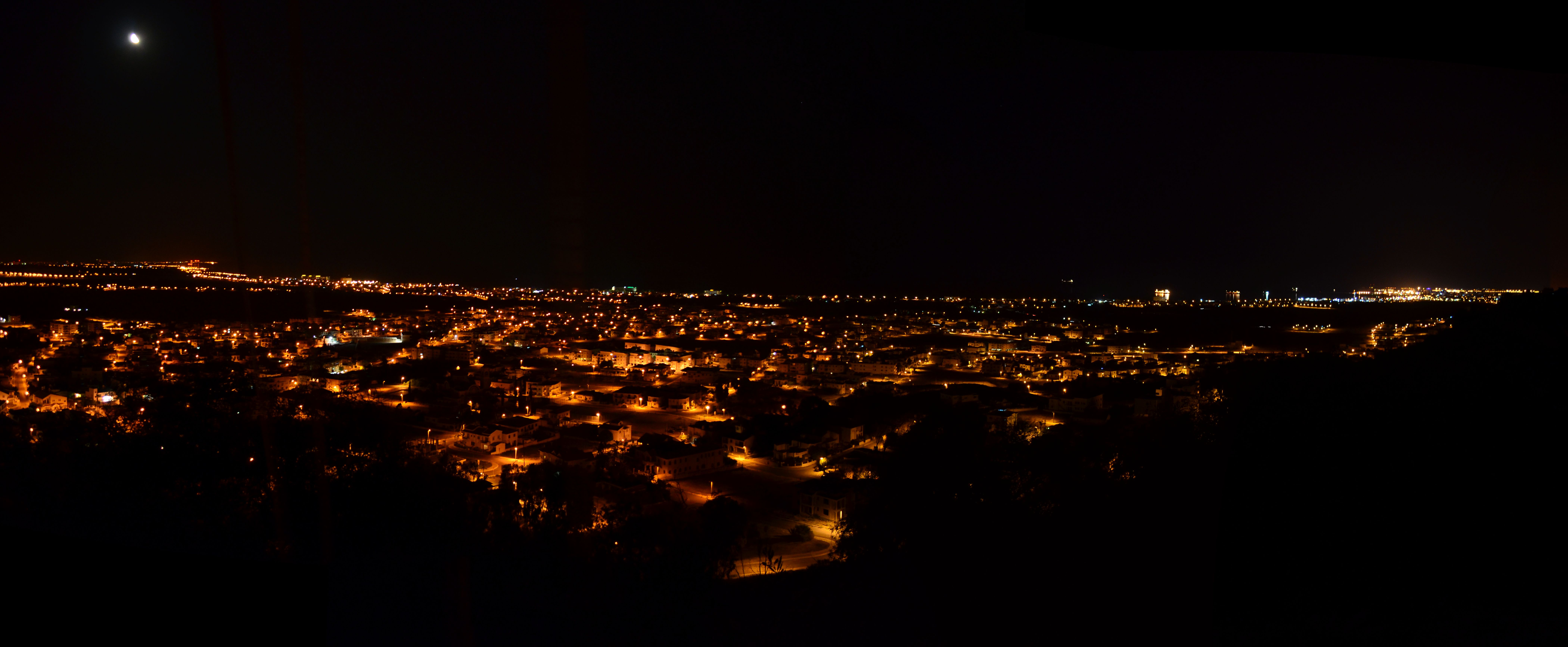
Panoramic view from Oroklini Hill towards Larnaca
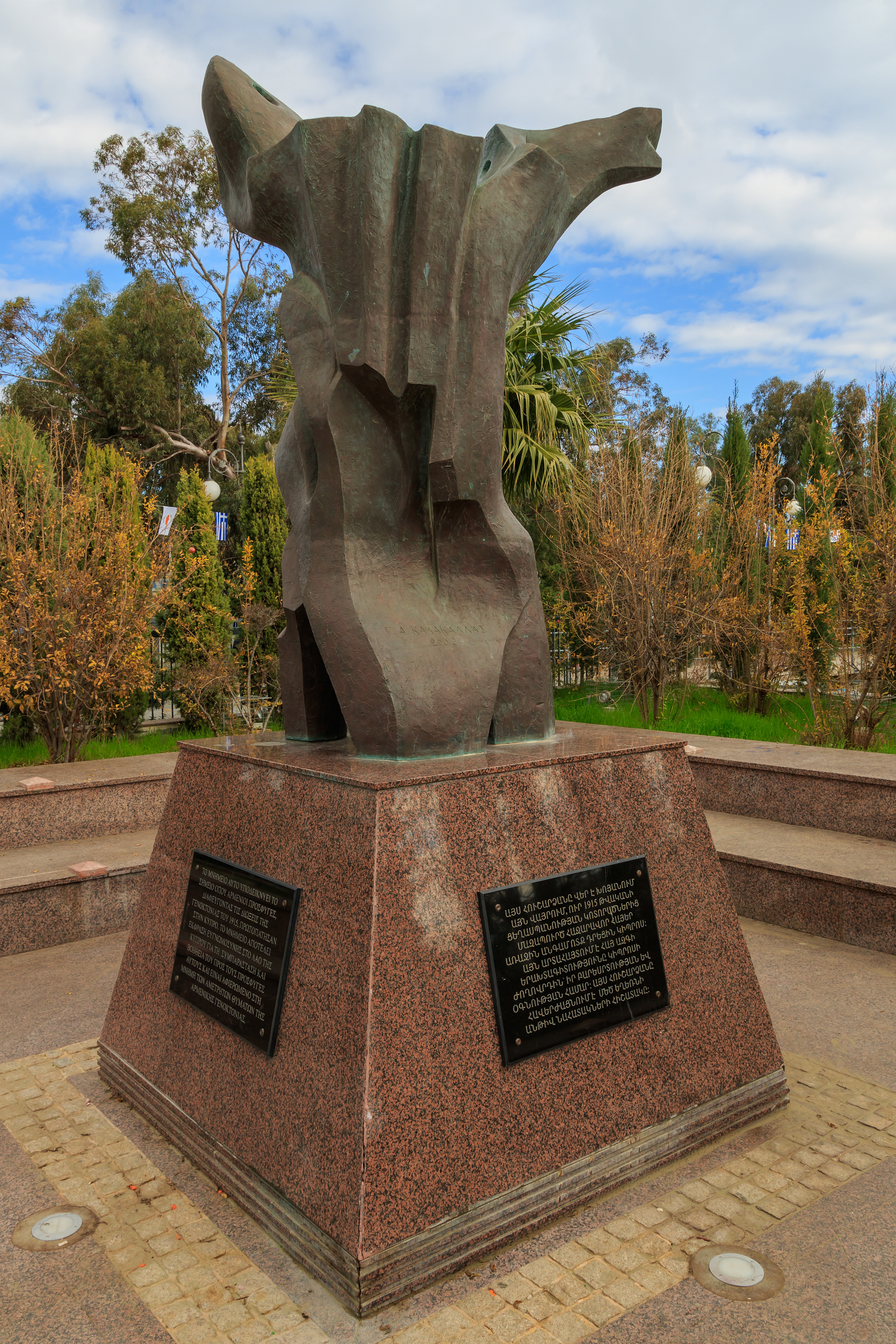
الذكرة للمجازر ضد الأرمن